# Pridvorci (Trebinje, BiH)
Pridvorci su naseljeno mjesto u gradu Trebinju, Republika Srpska, BiH.

## Stanovništvo

### 1991.
Nacionalni sastav stanovništva 1991. godine, bio je sljedeći:
ukupno: 419
- Srbi - 231
- Muslimani - 158
- Jugoslaveni - 13
- ostali, neopredijeljeni i nepoznato - 17

### 2013.
Nacionalni sastav stanovništva 2013. godine, bio je sljedeći:
ukupno: 666
- Srbi - 566
- Bošnjaci - 84
- Hrvati - 6
- ostali, neopredijeljeni i nepoznato - 10